# Cochylimorpha woliniana
Cochylimorpha woliniana is een vlinder uit de familie bladrollers (Tortricidae). De wetenschappelijke naam is voor het eerst geldig gepubliceerd in 1868 door Schleich.
De soort komt voor in Europa.